# たわし
1. シュロたわし
2. カルカヤたわし
3. ナイロンたわし
4. アクリルたわし
5. その他の材料を用いたたわし

たわし（束子）は、鍋や食器などの洗浄に用いるブラシの一種。
棒状のたわしを卵円形に曲げて固定した典型的なものは、一般的には亀の子束子（亀の子たわし）と呼ばれることが多い。しかし、この名称は日本においては亀の子束子西尾商店の登録商標（第393339号など）である。一方、鍋や食器を洗浄するためのスポンジ製のものをスポンジたわしとしてたわしに含めたり、取っ手（ハンドル）や柄付きのもの、水道ホースに直結できるものもある。

## 概要
主に植物性の繊維を固めたブラシに似た道具。繊維の部分を対象物にこすり付けることで汚れを落とす。

古くは藁や縄を丸めたものが洗浄に用いられていた。亀の子束子によってシュロを用いたものが普及したのち、昭和時代の中頃に日本国内でのシュロの生産が衰退すると、より硬いヤシの繊維（パーム）などが用いられるようになった。

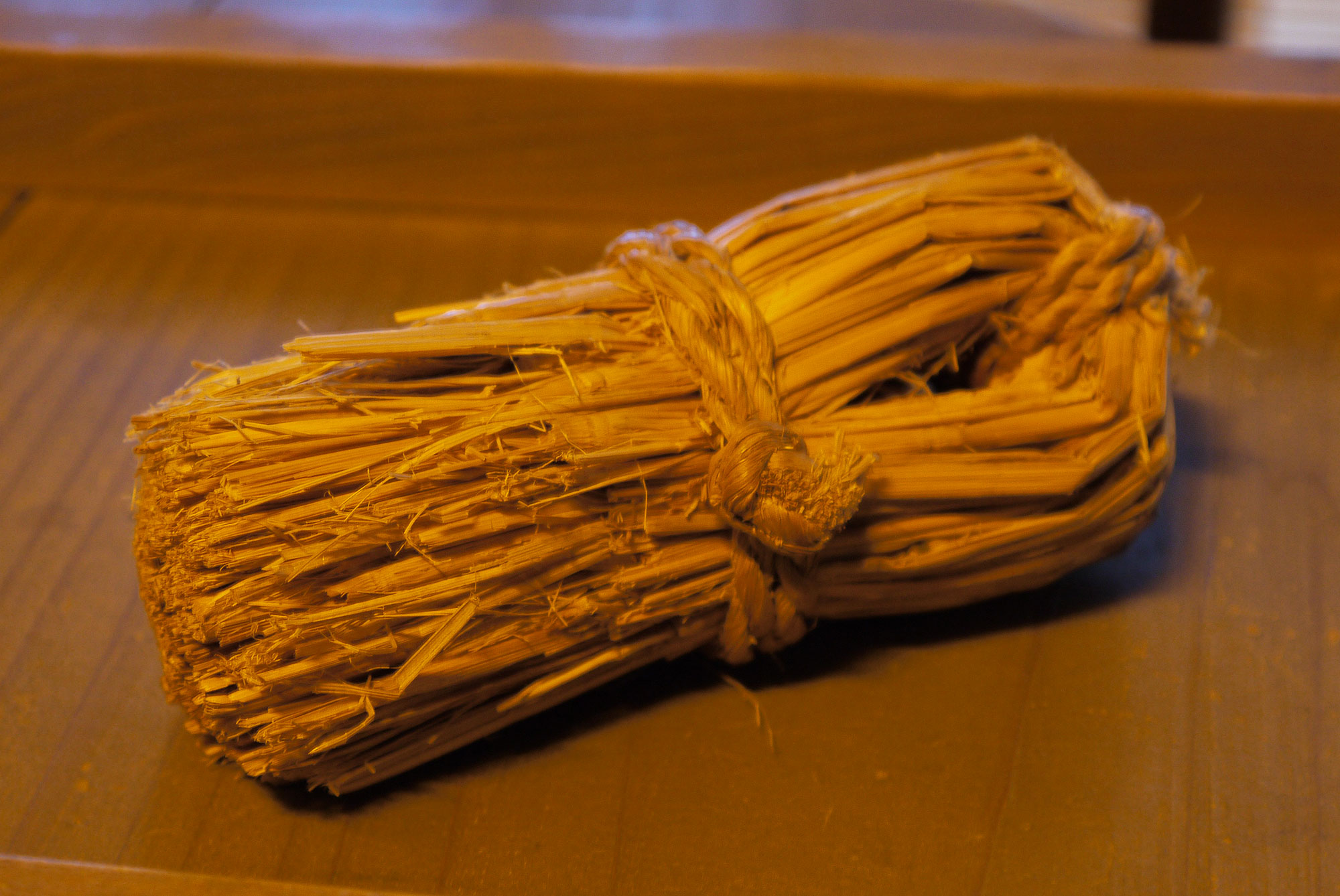
江戸時代後期の洗浄具（深川江戸資料館）

## 種類

### シュロたわし
シュロの繊維を針金に挟んで捩じり、毛先を揃えて楕円形に成型したもの。水に強く耐久性に優れており、ヤシの繊維のものに比べて柔らかいことからたわし健康法などにも用いられる。日本国内では昭和時代の中頃を境に原料としてのシュロの生産が衰退したため、現在では一部を除いて国産のシュロは採取されておらず、原料としてほとんど流通していない。

#### 亀の子たわし

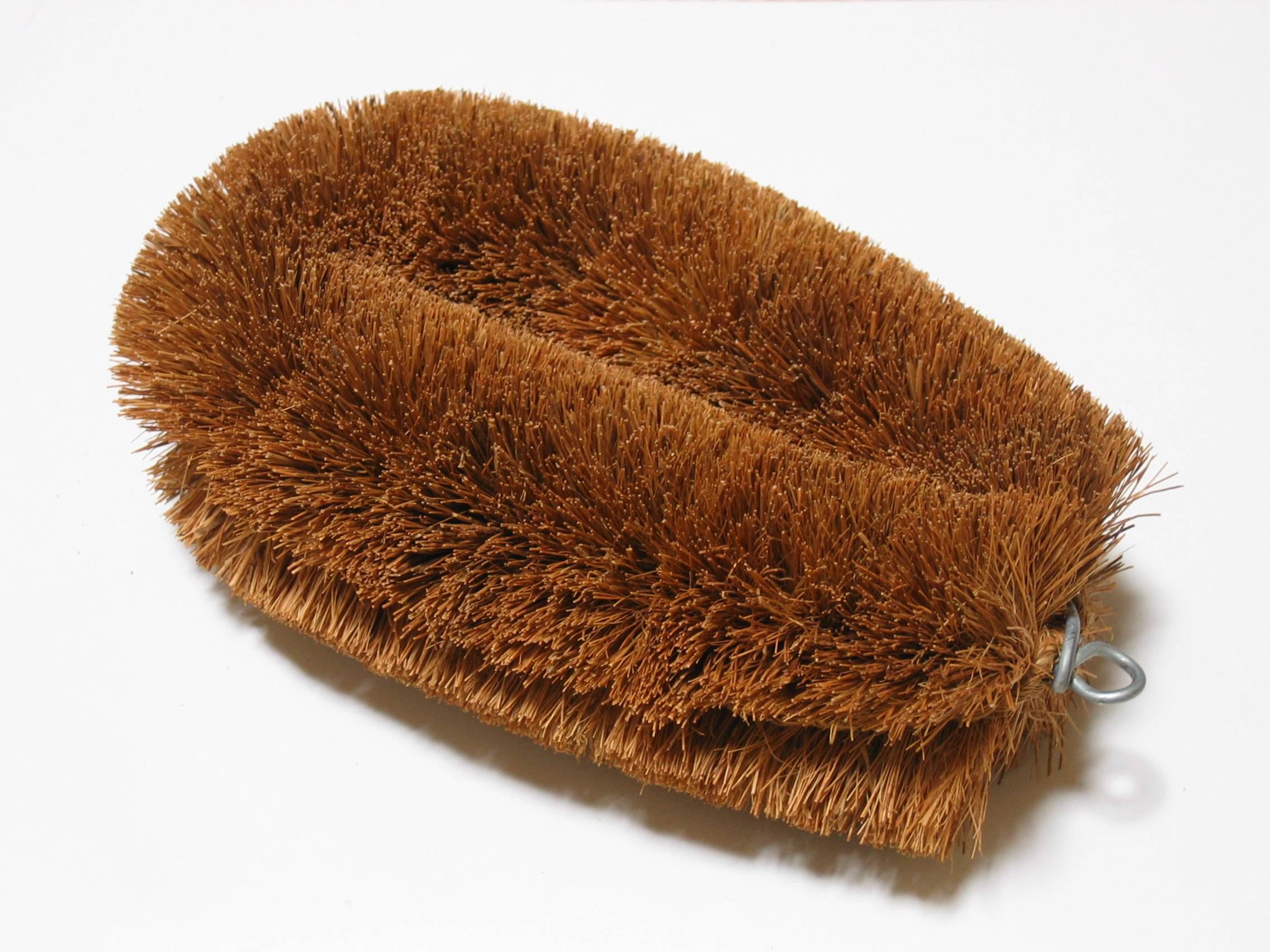
亀の子たわし

ヤシの繊維を、ねじった針金に挟んで固定し、毛先が揃うように卵円形に成型したもの。一般に用いられるヤシの繊維は長期間水に浸かると腐ることがあり、繊維が抜け落ちる原因となる。ヤシの繊維は硬く、対象物を傷つけやすいため、主に金属製品や陶器などに用いられる。また、小型で柄付きのものは布製の靴を水洗いするためにも用いられる。一般的に呼ばれているたわしとはたいていの場合、これを指す。柔らかいスポンジでは落ちにくい汚れで、傷が問題とならない箇所、例えば調理器具、浴室、布製の靴などの洗浄には、亀の子たわしや金属たわしが適している。西尾正左衛門が発明した靴拭きマットに用いるシュロを針金で巻いた部材を、妻のやすが曲げて掃除に用いたことから洗浄用の道具として改良し、小亀（子亀）に形状が似ていたことから亀の子束子と命名し1907年に発売。その後、シュロより固い繊維であるヤシの繊維を用いた、より耐久性の高い亀の子束子の製造も始まり、2014年時点で5億個以上に達する。
1908年（明治41年）、西尾は実用新案を取得。実用新案の権利期間が満了する直前に特許を出願し、1915年7月2日に特許第27983号「束子」を取得した。

#### スリムたわし

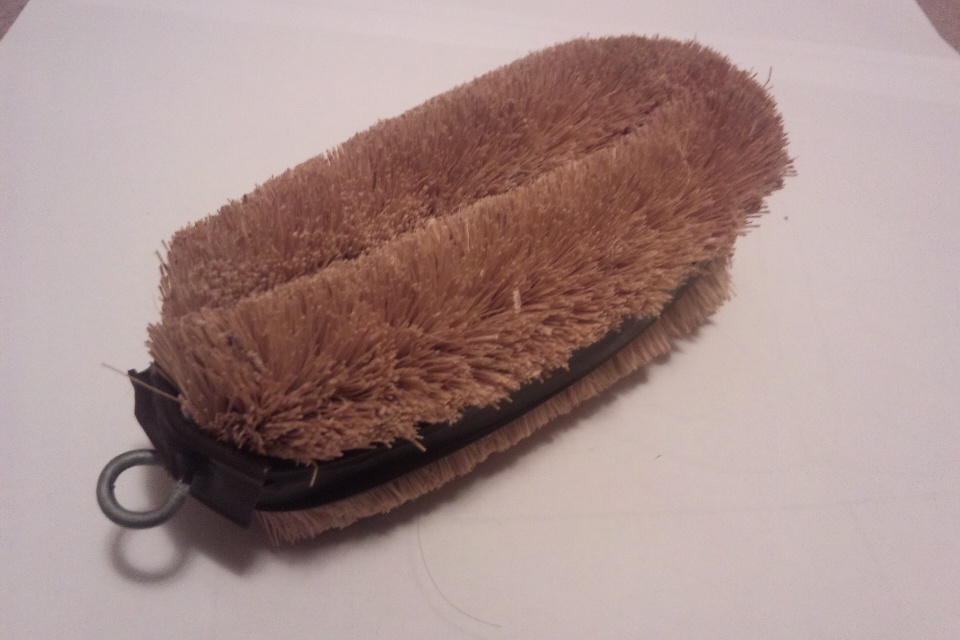
スリムたわし

通常のたわしにくらべて細いたわし。

### カルカヤたわし
カルカヤの繊維を棒状に針金でまとめたもの。油汚れに用いられる。

### スポンジたわし

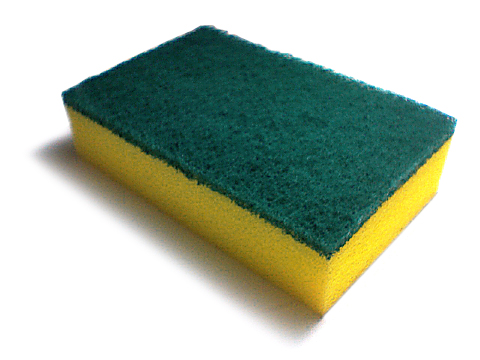
スポンジたわし

発泡ポリウレタンをそのまま用いたもの。吸水性に富み、洗剤を含ませることで洗浄が容易にできる。食器などの油汚れの洗浄に効果を発揮する。スポンジ部分に洗浄剤あるいは砥粒（研磨剤）を含ませた製品もある。背の部分に不織布のパッドを貼り合せて汚れの具合によって使い分けられるようにしたものも多い。細かい部分を洗いやすくするため、スポンジ全体を目の粗いネットで包んだ製品（ネットたわし、ネットスポンジ）もある。自動車の洗車などにも用いられる。変わったところでは、目の粗いものが塗装前の｢足付け｣(塗料の密着性向上のため塗装対象に細かい傷を付ける作業)に使われることもある。国内ではアメリカ生まれの抗菌セルローススポンジたわし（3M社製）や和歌山生まれのキクロンたわしが有名。抗菌剤を含ませるなど抗菌加工を施した製品もある。

### 金属たわし

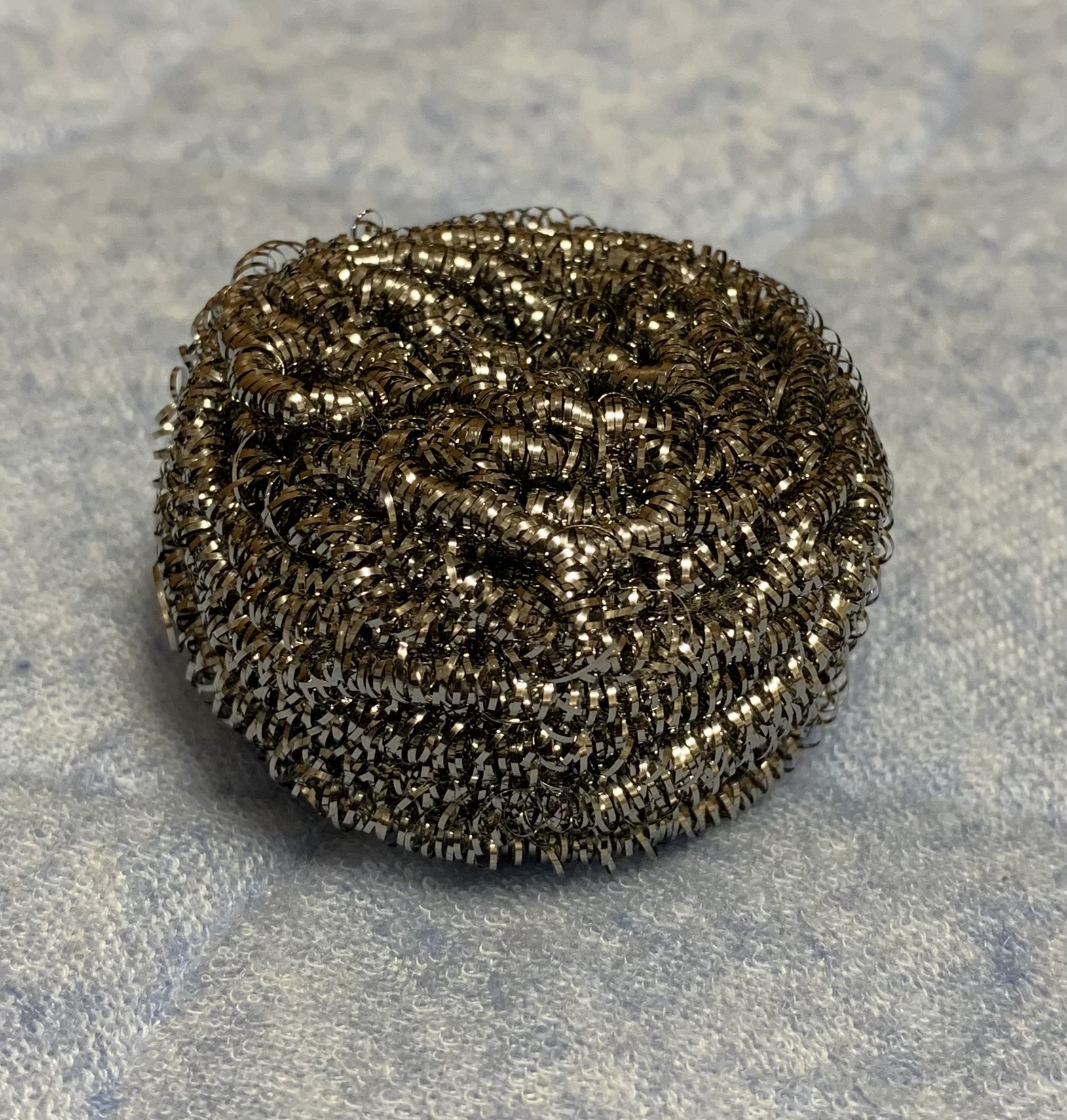
金属たわし

金属（鉄、ステンレス、真鍮）の細い線を丸めたもの。対象物の表面を削り落とすため、非常に洗浄力が高い。金属製品のコゲつきや錆落としに用いられる。鉄の非常に細い線を綿状に固めた物はスチールウールと呼ばれる。

### ナイロンたわし
ナイロンの繊維に研磨剤（合成砂）を混ぜ合わしたもの。水・石鹸・洗剤を付けて用い、食器の焦げ落としや錆取に適している。ただし、やわらかい製品には傷つけるおそれがあり、ステンレスやプラスチックの製品を洗浄するのにも不適である。

### ヘチマたわし

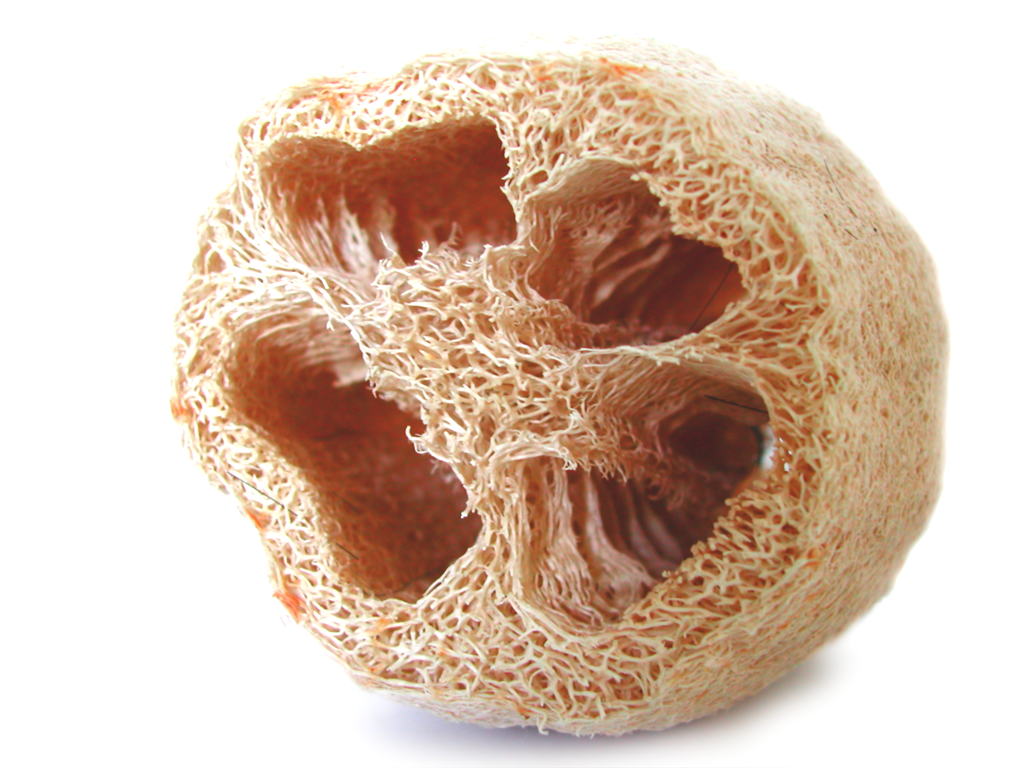
ヘチマたわし

入浴時に体を洗浄するために用いられる、ヘチマの実の繊維をそのまま用いたもの。ヘチマの実を長期間水に付けて腐らせ、果肉と種を取り除いて乾燥させることで作られる。

### アクリルたわし
アクリル毛糸を編んで作る。

### ネットたわし
ポリ塩化ビニリデンを用いたもので、摩擦に強く、吸水せず、ゴミが付着しない利点を持つ。コップや食器の洗浄に向き、プラスチック製品でも傷つかない。

## 産地
- 和歌山県海南市 - キクロン株式会社など、国内たわしメーカーの多くはここに本社や拠点を置いている。空海が唐の国からシュロの種子を持ち帰り、高野山へ至る野上谷地域にシュロを植えたのが同市のシュロ産業の始まりという言い伝えがある。そのシュロ産業は、現在ではスポンジたわしやブラシなどの合成繊維素材へとシフトしている。家庭日用品産業の日本最大の集積地。1913年にはたわしなどのシュロ製品を運搬するために野上電気鉄道が設立されたほど、当時のシュロ製品の取り扱い量は多かった。現在、純国産のシュロを使用したたわしを製造・販売しているのは同市内の高田耕造商店のみ。